# 東広島市立御薗宇小学校
東広島市立御薗宇小学校（ひがしひろしましりつ みそのうしょうがっこう）は、広島県東広島市西条町御薗宇にある市立小学校。

## 概要
国道375号沿いにある。付近には広島中央サイエンスパークがあり、広島県の科学技術の中心地域となりつつある。その一方で、校区には黒瀬川が流れ、緑豊かな田園風景も広がっている。響が学校の伝統であり、2010年には創立30周年を迎えた。また、御薗宇幼稚園、御薗宇保育所、本校の3つを結んだ「御薗宇トライアングル」として1年生、5年生が園児と交流を深めている。

## 沿革
- 1981年 - 西条小学校から分離して市内19番目の小学校として設立。
- 2010年 - 創立30周年記念式典。

## 通学区域
- 東広島市
  - 鏡山二丁目の一部、三丁目1番から13番まで及び17番
  - 鏡山北の一部
  - 西条中央四丁目5番から10番まで
  - 西条町御薗宇の一部

## 進学先中学校
- 東広島市立松賀中学校

## 周辺
- 広島県立西条農業高等学校
- エリザベト音楽大学西条学舎
- 吾妻子の滝公園
- 呉市水道局三永水源地
- 広島中央サイエンスパーク